# Roberta Antignozzi
Roberta Antignozzi (Roma, 10 ottobre 1983) è un'allenatrice di calcio ed ex calciatrice italiana, di ruolo centrocampista, da luglio 2015 allenatrice e coordinatrice settore femminile del Milan.

## Carriera

### Club
Roberta Antignozzi si appassiona al calcio fin da giovanissima, tesserandosi dai sei anni d'età con il Moricone, società dell'omonima cittadina dove è cresciuta con i genitori, e dove inizia a giocare nelle formazioni giovanili miste fino al raggiungimento dell'età massima prevista dalla federazione.
Passa in seguito alla  Lazio, con cui vince un campionato under-20 nel 2000-2001 e il titolo nazionale nel 2001-2002. Nel 2003 si trasferisce alla Roma.Nel 2006 va a vivere a Milano, e contestualmente cambia squadra andando a giocare in serie C nell'Inter. L'anno successivo passa al Milan in serie A, dove però rimane un solo anno per poi tornare all'Inter. Gioca poi per un anno nell'Alessandria in serie A2, dal 2010 a dicembre 2011 nella Res Roma (prima in serie B poi in A2), di nuovo per un anno nell'Alessandria in A2 e nell'Inter (ancora in A2).

### Allenatrice
Nel 2013 fonda la ASD Dreamers, di cui è stata presidente e allenatrice e con la quale ha giocato il campionato di serie D regionale.
A giugno 2015 si dimette dall'ASD Dreamers, cogliendo l'occasione proposta dal Milan che le offre l'incarico di coordinatrice e allenatrice del settore femminile.